# Suncus montanus
Suncus montanus — вид ссавців родини Soricidae. Зустрічається в Індії та Шрі-Ланці. Середовище його проживання — субтропічні або тропічні сухі ліси.

## Опис
Голова й тулуб досягають 9–11 см в довжину. Довжина хвоста близько 7 см. Він темно-блакитно-коричневий до чорного зверху і блідіший знизу. Шерсть біля основи може бути блакитно-сірою. Деякі дорослі особини червонувато-коричневі. Шерсть м'яка і оксамитова, а безволосі ділянки рожевуваті.

## Спосіб життя
Було виявлено в підліску, гнилих колодах і листі, а також у рослинності, що межує з потоками. Він також був зареєстрований на луках і органічних плантаціях. Було відзначено, що цей вид рідко проникає в людські житла поблизу лісів і зазвичай не пов'язаний з людським житлом. Suncus montanus веде нічний спосіб життя, але його часта потреба в харчуванні означає, що він не обмежується виключно нічними моделями активності, і його бачили в пошуку їжі рано вранці та пізно ввечері. Було показано, що в неволі цей вид має широкий раціон, включаючи комах, насіння, фрукти, рептилій, пташині яйця та молодих мишей.